# أساسنز كريد: ريفليشنز
أساسنز كريد: ريفيليشنز (بالإنجليزية: Assassin's Creed : Revelations) هو الجزء الرابع من سلسلة أساسنز كريد، تم تطويرها ونشرها عن طريق شركة يوبي سوفت. في هذه اللعبة سوف يتمكن اللاعب من اللعب بالشخصيات الثلاث الرئيسية من الأجزاء السابقة وهم: ديزموند، الطائر وإيزيو. تم إصدار اللعبة على بلاي ستيشن 3، إكس بوكس 360 في 15 نوفمبر 2011, وتم تأجيل طرح اللعبة على ميكروسوفت ويندوز حتى 02 ديسمبر 2011.

## ملخص
سوف يذهب إيزيو إلى القسطنطينية (إسطنبول حالياً) في الدولة العثمانية في عام 1511 ميلادي، والتي تتكون من أربعة أحياء
و هي: قسطنطين (Constantin)، بايزيد (Beyazid)، إمبريال (Imperial) وغالاتا (Galata)، بالإضافة إلى كابادوكيا (Cappadocia) وهي جزء تحت أرض المدينة وينتشر فيها فقط جماعة التمبلرز (فرسان الهيكل). أيضاً توجد مدينة مصياف (مقر الأساسنز القديم في الجزء الأول من السلسلة) والتي سيسافر لها إيزيو في بداية اللعبة. اكتشف إيزيو أن الطائر قام بإخفاء قطع أثرية قديمة داخل القلعة في المصيف قيل أنها سلاح قوي وقادر على إنهاء الحرب بين الأساسنز والتمبلرز (فرسان الهيكل)، وأنه قام بإخفاء المفاتيح في القسطنطينية. يستخدم إيزيو آثار «الحضارة الأولى» (و التي تحدثت معه امرأة منهم في نهاية الجزء الثاني) لاسترجاع ذكريات الطائر ومعرفته ماذا حصل معه.
أيضاً اللعبة ستتابع قصة ديزموند في الوقت الحالي، متابعة أحداث أساسنز كريد: برذرهود حيث سيتم احتجاز ديزموند في داخل جهاز «الأنيمس» في حالة غيبوبة، حيث سيجد نظام آمن يسمى «الغرفة السوادء». في الغرفة السوداء يتوجب على ديزموند تجميع «اللاوعي المنقسم» ليستعيد حالة الوعي. أطلقت يوبي سوفت عرضاً يشير إلى أن هذه هي المرة الأخيرة التي سيكون فيها الطائر وإيزيو بطلين للعبة. خلال اللعبة سيقابل إيزيو العديد من الشخصيات التاريخية مثل: مانويل باليولوج (Manuel Palaiologos) وريث الإمبراطورية البيزنطية المنهارة وهو تمبلر (أي من فرسان الهيكل) بيزنطي، والذي سوف يترصد في الخفاء في مدينة القسطنطينية، والأمير سليمان (سليمان القانوني) وهو الرجل الذي سيصبح من أعظم سلاطين الدولة العثمانية وشاهزاد أحمد (Şehzade Ahmet) عم سليمان.

شعار اللعبة.

وجه إيزيو كما ظهر في عرض اللعبة في معرض إي3 ويظهر عليه التقدم في السن (اضغط للتكبير).

النصل الخطاف الذي يستعمله إيزيو في التنقل ومهاجمة الأعداء (اضغط للتكبير).

إيزيو يمسك بإحدى القنابل التي حصل عليها من يوسف (اضغط للتكبير).

إيزيو يقوم بتسلق أحد المباني العالية (اضغط للتكبير).

ديزموند داخل الأنيمس (اضغط للتكبير).

## شخصيات في اللعبة
| الصورة | الوصف |
| ------ | --- |
|        | ديزموند مايلز (ولد في 1987 م) بطل القصة يتم اختطافه من قبل جماعة فرسان الهيكل ويوضع في جهاز يسمى أنيمس Animus ليستخرجوا معلومات عن أجداده ويكشفوا أمكان تواجد قطع عدن الأثرية. في هذه اللعبة يستكشف ديزموند ذكريات ازيو والطائر.و هما أحد اجداد ديزموند لكن من جهة مختلفة (إيزيو من جهة الأب والطائر من جهة الأم أو العكس) وهذا سبب عدم استطاعة والد ديزموند اكتشاف ذكرياتهما. |
|        | إيزيو أوديتوري هو أحد أجداد ديزموند (لكنه ليس من سلالة الطائر) ولد في إيطاليا عام 1459 م. هو بطل الجزء الثاني وأول ظهور له يكون فيه. أنضم إلى جماعة المغتالين بعد أن تم إعدام والده وشقيقه من قبل أعضاء فرسان الهيكل وكان عمره آنذاك 17 عاماً. أصبح لاحقاً "المعلم الأعظم-جراند ماستر Grand Master" وهي أعلى رتبة في جماعة الأساسنز. هذا الجزء قد يكون آخر ظهور له.              |
|        | الطائر (ولد عام 1165 م) أحد أجداد ديزموند وأحد أعضاء الأساسنز وهو بطل الجزء الأول وذلك في فترة الحروب الصليبية، أصبح لاحقاً "المعلم الأعظم-جراند ماستر Grand Master" وهي أعلى رتبة في جماعة الأساسنز.هذا الجزء قد يكون آخر ظهور له. |
|        | مانويل باليولوج Manuel Palaiologos (ولد عام 1455 م) عضو في جماعة فرسان الهيكل وهو وريث الإمبراطورية البيزنطية المنهارة والذي سوف يترصد في الخفاء في مدينة القسطنطينية. |
|        | سليمان القانوني (ولد في 1494 م) أصبح السلطان العاشر للإمبراطورية العثمانية. في سن الـ 17 تم تعيينه كـ محافظ إقليمي بواسطة جده السلطان بايزيد الثاني. أصبح سليمان حليفاً سرياً لجماعة الأساسنز وتعلم الكثير من إيزيو أوديتوري. |
|        | شاهزاد احمد (ولد عام 1465 م) هو أمير عثماني والابن الأكبر للسلطان بايزيد الثاني وعم سليمان القانوني. في عام 1511 تعرف شاهزاد على أيزيو أوديتوري وأصبح حليفاً له. |
|        | يوسف تعظيم Yusuf Tazim هو قائد نقابة الأساسنز في القسطنطينية خلال القرن السادس عشر.وصل إلى واحدة من أعلى الرتب التي يمكن أن يحصل عليها أساسن وهي " ماستر أساسن Master Assassin ".إيزيو ويوسف أصدقاء لكن بينهما تنافس شريف وكل منهما يحاول التعلم من الآخر. يوسف يقدم لإيزيو سلاح "النصل الخطاف".                                                                               |

## أسلوب اللعب
ستستمر اللعبة كما في الأجزاء السابقة في تقديم العالم المفتوح. وسيضاف إلى اللعبة سلاح جديد اسمه النصل الخطاف (hookblade) والذي سيستعمل للتنقل بواسطة الحبال عبر المدينة وسحب الأعداء لتنفيذ الهجوم عليه وسوف يزيد هذا السلاح في سرعة التنقل في المدينة بنسبة 30 بالمائة. بالإضافة إلى وجود عدد كبير من القنابل المختلفة.
طور اللعب الجماعي سوف يعود أيضاً في هذا الجزء، حيث سيتم توسيع النمط السابق في أساسنز كريد: برذرهود بشخصيات جديدة وأماكن جديدة. سوف يتاح للاعب في تخصيص الشخصيات والأسلحة، كما سيتم تطوير واجهة اللعبة.

## أماكن في اللعبة

قسطنطين.
المصياف - إيزيو عند وصوله إلى قلعة الأساسنز.
كابادوكيا.

## التطوير
في نوفمبر 2010 ألمح الرئيس التنفيذي لشركة يوبي سوفت إيف غيلموت (Yves Guillemot) عن شيء له علاقة بأساسنز كريد في 2011، رغم أن يوبي سوفت مونتريال أعلنت من خلال جان فرانسوا (Jean-Francois) أنه لن يكون هناك جزء جديد في 2011. لكن تم الإعلان لاحقاً أنه سيكون هناك جزء كبير قادم من اللعبة في 2011. تم إطلاق عرض للعبة في مايو 2011.
في 29 أبريل 2011 تم كشف اسم اللعبة من خلال صفحة اللعبة الرسمية على فيسبوك مع رابط يقود إلى ملف فيديو وكتب فيه بالعربية «الطائر ابن لا أحد» والذي يعني أن الطائر بطل الجزء الأول من اللعبة قد يعود مرة أخرى كـ شخصية رئيسية في هذا الجزء. تم أيضاً إطلاق عرض قصير ظهرت فيه صورة لمدينة القسطنطينية. تم الكشف عن اللعبة رسمياً في معرض إي3 2011.

## وصلات خارجية
- أساسنز كريد: ريفليشنز على موقع IMDb (الإنجليزية)
- لقاء باللغة العربية مع كاتب قصة اساسينز كريد: ريفيليشنز على يوتيوب
- أول عرض للعبة مترجم على يوتيوب
- تجربة لنمط اللاعب الواحد مترجم على يوتيوب